# Ґолішев (Великопольське воєводство)
Ґолішев (пол. Goliszew) — село в Польщі, у гміні Желязкув Каліського повіту Великопольського воєводства.
Населення — 463 особи (2011).
У 1975-1998 роках село належало до Каліського воєводства.

## Демографія
Демографічна структура станом на 31 березня 2011 року:
|          | Загалом | Допрацездатний вік | Працездатний вік | Постпрацездатний вік |
| -------- | ------- | ------------------ | ---------------- | -------------------- |
| Чоловіки | 242     | 43                 | 180              | 19                   |
| Жінки    | 221     | 43                 | 134              | 44                   |
| Разом    | 463     | 86                 | 314              | 63                   |